# Thiacloprid
Thiacloprid ist ein Insektizid aus der Klasse der Neonicotinoide. Es wurde von einer japanischen Niederlassung für Bayer CropScience aus Imidacloprid weiterentwickelt zur Insekten-Bekämpfung von Acker- und Obstschädlingen wie Blattläusen und Mottenschildläusen, Blattflöhen, Apfelwicklern und Rüsselkäfern. Abweichend von den meisten anderen Mitteln mit entsprechender Ausrichtung wirkt der Wirkstoff Thiacloprid auch gegen den Buchsbaumzünsler.

## Toxizität

### Toxizität für den Menschen
Thiacloprid gehört zur Gruppe der Neonicotinoide; die Mittel dieser Wirkstoffgruppe sind für Warmblüter wesentlich weniger gefährlich als für Insekten. In Taiwan wurden zwischen 1987 und 2007 insgesamt 70 Fälle von Vergiftungen durch Neonicotinoide registriert. Dabei handelte es sich in der Mehrzahl um Selbstmordversuche, bei denen in kurzer Zeit große Mengen von Mitteln aus der Gruppe der Neonicotinoide aufgenommen wurden. In den 70 untersuchten Fällen kamen zwei Menschen zu Tode, bei acht weiteren Personen wurden schwere Symptome beobachtet, insbesondere Atemprobleme. Die Mehrzahl der Patienten zeigte jedoch nur leichte bis mittlere Auswirkungen, die gut behandelt werden konnten.

### Toxizität für Bienen
Die akute Giftigkeit von Thiacloprid für Bienen (LD50) wurde mit 14,6 µg/Biene ermittelt. Bei einer typischen Körpermasse einer Arbeitsbiene von 120 mg entspricht das etwa einem Zehntausendstel des Eigengewichts der Biene. Thiacloprid zählt zu den cyano-substituierten Neonicotinoiden, nitro-substituierte Neonicotinoide wie Imidacloprid oder Clothianidin sind für Bienen bis zum Faktor 1000 toxischer.
Der BUND kritisierte 2014 die Verbraucherinformationen des Herstellers über die Bienenungefährlichkeit von Mitteln mit diesem Wirkstoff. Bayer erwirkte daraufhin eine einstweilige Verfügung, die den BUND zwang, bestimmte Seiten aus dem Internet zu entfernen. Am 11. März 2015 entschied das Landgericht Düsseldorf, der BUND dürfe weiterhin behaupten, dass zwei von Bayer hergestellte Pestizidprodukte für Bienen gefährlich seien und es sich bei dem darauf abgebildeten Logo mit dem Aufdruck „nicht bienengefährlich“ um eine Irreführung von Verbrauchern handele.
Die Kritik des BUND stützt sich im Wesentlichen auf die Forschungen von Randolf Menzel.

## Zulassungsstatus
In Deutschland und der Schweiz war Thiacloprid, meist in Form von Sprays oder Suspensions-Emulsionen, gegen eine Vielzahl von beißenden und saugenden Insekten auch zur Verwendung im Haus- und Kleingarten zugelassen. Zu in Deutschland zugelassenen Produkten gehörten unter anderem 'Calypso', 'Lizetan', und 'Biscaya'. In Österreich waren Präparate für Anwendungen im Acker-, Gemüse- und Obstbau zugelassen. Thiacloprid wurde im Jahre 2015 von der Europäischen Union wegen seiner endokrin schädlichen Wirkung auf eine Substitutionsliste gesetzt. Die EU-Kommission erörterte am 20. Mai 2019 den Entwurf einer Verordnung, die vorsieht, die im April 2020 auslaufende EU-weite Zulassung nicht zu verlängern. Die deutsche Agrarministerin Julia Klöckner kündigte an, sich gegen die Wiedergenehmigung einzusetzen.  Am 13. Januar 2020 beschloss die EU-Kommission, die Zulassung für Thiacloprid für den europäischen Markt zu beenden. Die Mitgliedstaaten mussten daher Zulassungen für Thiacloprid-haltige Pflanzenschutzmittel spätestens zum 3. August 2020 widerrufen, die Aufbrauchfrist endete am 21. Februar 2021. In der Schweiz wurden sämtliche Bewilligungen für thiaclopridhaltige Pflanzenschutzmittel-Produkte mit einer Ausverkaufsfrist bis 30. September 2021 und einer Aufbrauchsfrist bis Jahresende 2021 beendet.